# Pentila jama
Pentila jama är en fjärilsart som beskrevs av Suffert 1904. Pentila jama ingår i släktet Pentila och familjen juvelvingar. Inga underarter finns listade i Catalogue of Life.